# Triumph (musikgrupp)
Triumph är ett kanadensiskt heavy metal-band som hade sin storhetstid under sena 70- och till slutet av 80-talet. Åtta av deras album har sålt till guldstrecket eller mer. De var tillsammans med Rush, Styx och Saga ett av de ledande arenarock-banden i Nordamerika under 1980-talet.
Bandet fick sitt första stora genombrott med låtarna "Lay It on the Line" och "Hold On" från skivan Just a Game 1979.
Triumph splittrades efter skivan Edge of Excess 1993 men återförenades för en världsturné med originalmedlemmarna 2008 med start på Sweden Rock Festival.
Deras låt "Troublemaker" från skivan Edge of Excess användes till soundtracket i skräckfilmen Hellraiser III: Hell on Earth.

## Diskografi
- 1976 - Triumph (In the Beginning)
- 1977 - Rock and Roll Machine
- 1979 - Just a Game
- 1980 - Progressions of Power
- 1981 - Allied Forces
- 1983 - Never Surrender
- 1984 - Thunder Seven
- 1985 - Stages (live 1981-1985)
- 1986 - The Sport of Kings
- 1987 - Surveillance
- 1989 - Classics
- 1993 - Edge of Excess
- 2003 - Live at the US Festival (live 1983)
- 2010 - Greatest Hits Remixed
- 2012 - Live at Sweden Rock Festival (live 2008)